# Карнаухов, Виталий Леонидович
Виталий Леонидович Карнаухов (1925—1943) — советский военнослужащий, участник Великой Отечественной войны, стрелок 705-го стрелкового полка 121-й стрелковой дивизии 60-й армии Воронежского фронта, рядовой. Герой Советского Союза.

## Биография
Виталий Карнаухов родился в 1925 году в посёлке городского типа Бобровица, ныне город Черниговской области. Украинец. Окончил девять классов средней школы. В сентябре 1943 года призван в ряды Красной Армии. В боях Великой Отечественной войны с осени 1943 года. Воевал на Воронежском фронте.
8 октября 1943 года стрелок 705-го стрелкового полка комсомолец рядовой Карнаухов в районе села Глебовка Вышгородского района Киевской области переправился на правый берег Днепра в составе группы разведчиков. Углубившись в тыл противника, разведчики сумели добыть разведывательные данные, но попали в окружение. В течение нескольких часов бойцы вели неравный бой, уничтожив большое количество гитлеровцев. Карнаухов вырвался из окружения и, убив немецкого офицера ножом, переоделся в его форму и спрятался в окопе. 11 октября 1943 года советские части освободили берег, и Карнаухов пробрался в своё подразделение. Передав документы, Карнаухов, по-прежнему находившийся в форме немецкого офицера, немедленно отправился обратно на разведку, но столкнулся с дозором противника. Карнаухов вступил в бой и сумел уничтожить шестерых солдат, но и сам получил тяжёлое ранение. Продержавшись до темноты, Карнаухов забрал документы убитых им солдат и сумел добраться до советских боевых порядков. 15 октября 1943 года рядовой Карнаухов скончался от полученных ранений.
Указом Президиума Верховного Совета СССР от 17 октября 1943 года за образцовое выполнение боевых заданий командования и проявленные при этом мужество и героизм рядовому Виталию Леонидовичу Карнаухову посмертно присвоено звание Героя Советского Союза с вручением Ордена Ленина и медали «Золотая Звезда».